# 薩盧沃峰
46°31′50″N 9°47′44″E / 46.53056°N 9.79556°E

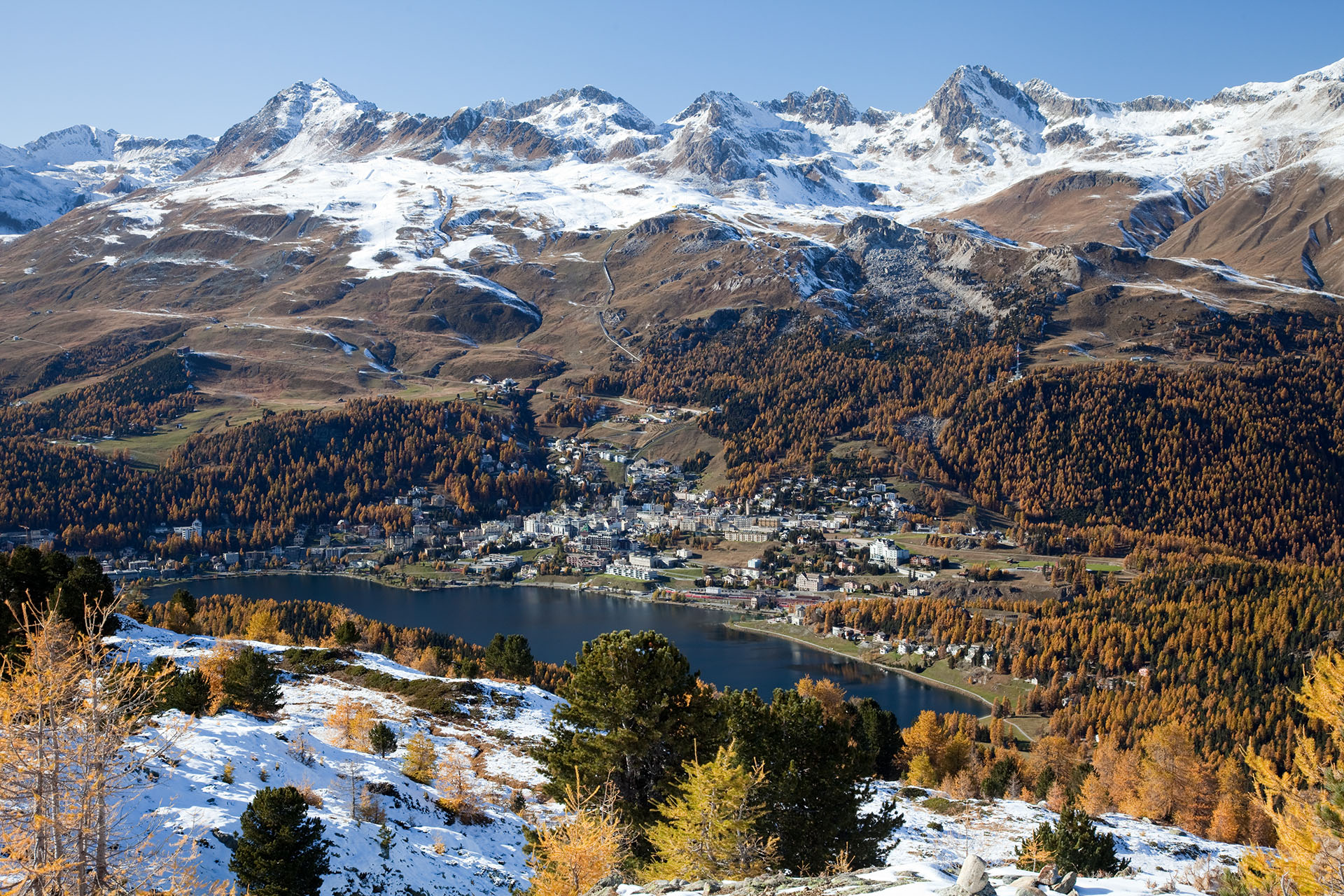

薩盧沃峰（Piz Saluver），是瑞士的山峰，位於該國東南部，由格勞賓登州負責管轄，屬於阿爾布拉山脈的一部分，海拔高度3,161米，每年平均降雨量1,693毫米。